# Литтелтон (Новая Зеландия)
Литтелтон (англ. Lyttelton, маори Ōhinehou) — небольшой город-порт в Новой Зеландии. 24 августа 2009 года признан «Историческим местом Новой Зеландии» под защитой Фонда по охране исторических мест Новой Зеландии.

## География
Литтелтон находится на восточном побережье Южного острова Новой Зеландии на берегу одноимённой бухты , является пригородом Крайстчерча (расстояние до него по прямой — ок. 1,5 км), который находится от него по ту сторону холмов Порт-Хилс. Порт Литтелтона обслуживает большое количество крупных круизных лайнеров и торговых судов: через него осуществляется 34 % экспорта Южного острова и 61 % импорта.

## История
- ок. 1250 — первые поселения племён маори.
- 1770, 16 февраля — первые европейские поселенцы, прибывшие на корабле «Индевор», ступили на берег на месте будущего города.
- 1849, август — поселение официально объявлено портом.
- 1851, 11 января — свет увидел первый выпуск газеты Lyttelton Times[англ.][3].
- 1862 — из Литтелтона передано первое в истории страны телеграфное сообщение.
- 1867, 9 декабря — открыт железнодорожный тоннель[англ.] — на данный момент (2012 год) самый старый в стране.
- 1870 — пожаром полностью уничтожена набережная Норуич (Norwich Quay) — главная улица города.
- 1876 — возведено здание Литтелтонской хронометрической станции (уничтожено землетрясением в 2011 году).
- 1908, 1 января — из порта Литтелтона отправилась первая экспедиция Шеклтона.
- 1929 — газета Lyttelton Times переименована в Christchurch Times.
- 1935, 29 июня — свет увидел последний выпуск газеты Christchurch Times.
- 1964 — открыт автомобильный тоннель под холмами Порт-Хилс до Крайстчерча — самый длинный автомобильный тоннель в стране (1,9 км.).
- В 1996 году Питер Джексон снимал в Литтелтоне фильм «Страшилы»[4].[неавторитетный источник]

## Демография
По переписи 2006 года, в Литтелтоне проживало 3075 жителей, что на 33 человека (1,1 %) больше, чем в 2001 году.

## Землетрясения
Поскольку Литтелтон, как и вся Новая Зеландия, находится в сейсмически активной зоне, город неоднократно подвергался разрушительным землетрясениям.

## Известные горожане
- Джордж Форбс (1869—1947) — премьер-министр Новой Зеландии, родился в Литтелтоне.

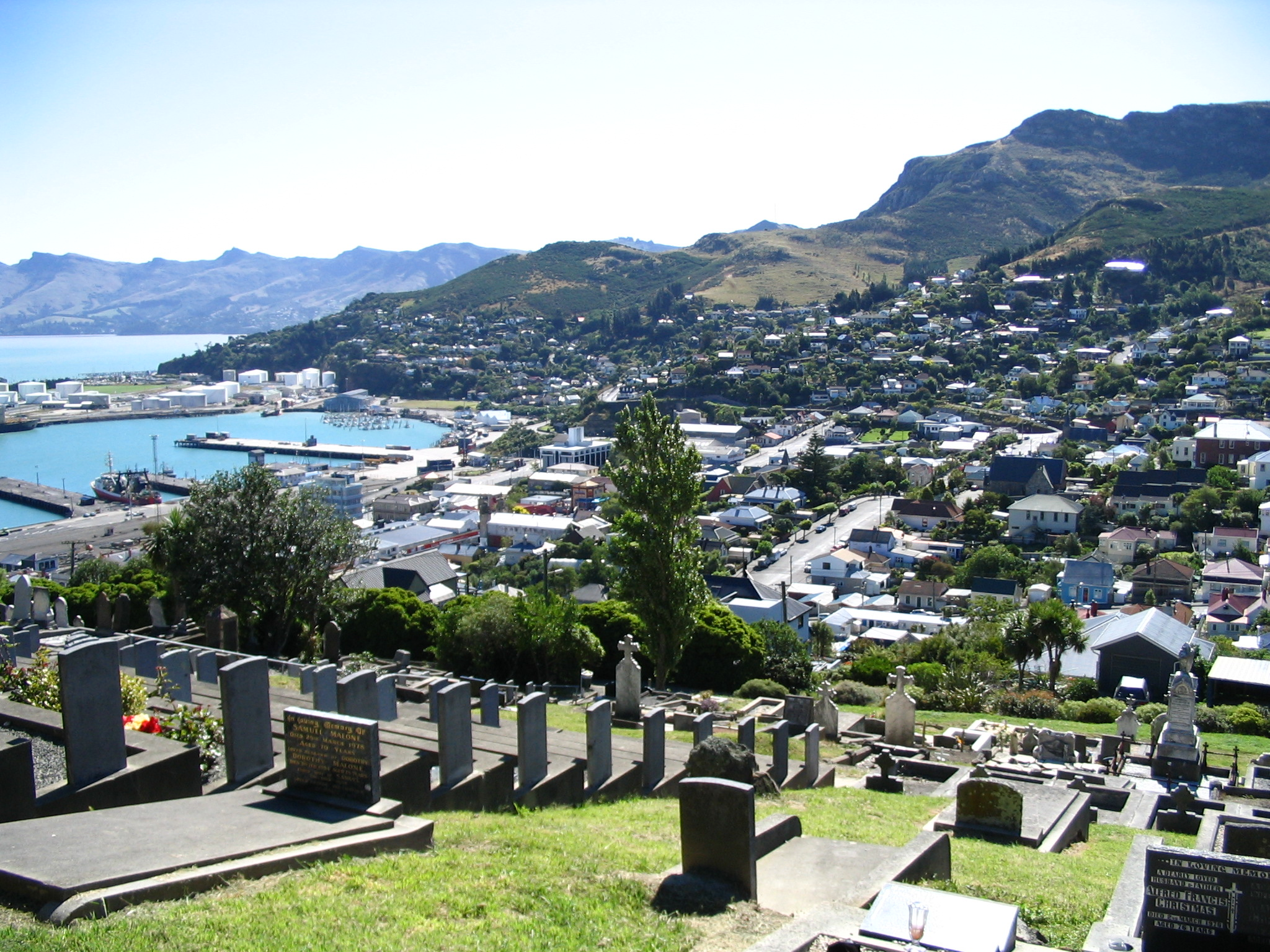
Вид на город

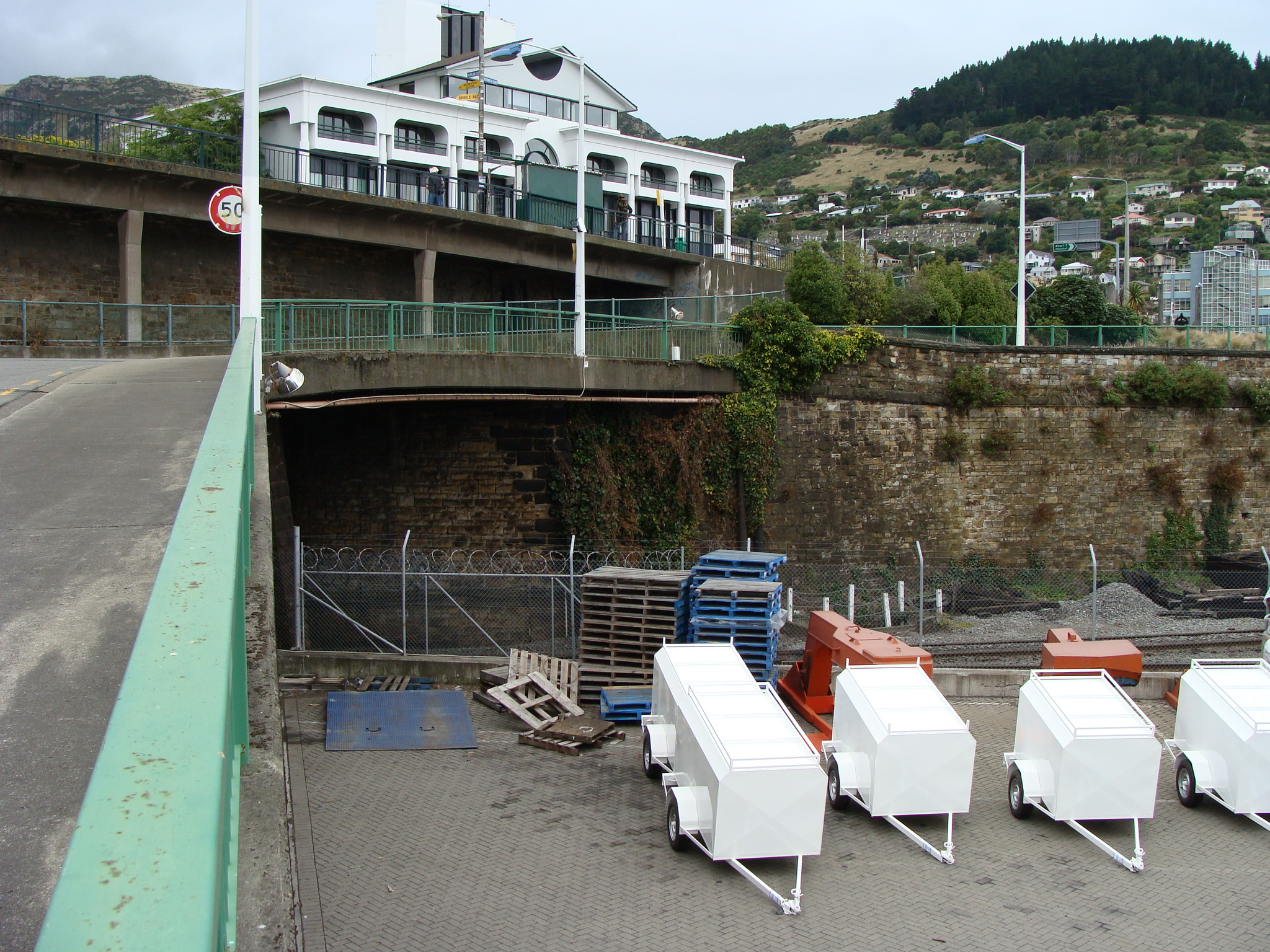
Въезд в ж/д тоннель Lyttelton Rail Tunnel